# Video Message Service
Video Message Service, VMS, är en tjänst för att skicka videomeddelanden mellan mobiltelefoner.
VMS är en vidareutveckling av sms och mms. VMS är uppbyggt kring en teknik som gör det möjligt att skicka och ta emot upp till fem minuter långa videoklipp, utan att belasta telefonens minne. VMS-meddelanden kan skickas både mellan mobiltelefoner och från en dator till en mobiltelefon. VMS är en app som går att ladda ner till smartphones. VMS fungerar även för 3G telefoner, då som ett video-samtal.När ett nytt VMS kommer till inkorgen skickas ett sms till mobiltelefonen som talar om att du fått ett VMS. 

## Funktion
Det krävs inget lagringsutrymme i mobiltelefonen för att få VMS att fungera eftersom alla VMS skickas och lagras centralt. Att skicka VMS fungerar direkt, du behöver inte installera någon mjukvara. Det enda kravet är att mottagaren har en 3G mobiltelefon eller en smartphone. På en smartphone laddas VMS ner som en app.
Varje telefonnummer får ett unikt konto. Det gör att du kan byta mobiltelefon utan att behöva flytta dina meddelanden.